# Armată regulară
Armata regulară sau regulată este armata constituită conform unor legi, norme și regulamente guvernamentale. Este armata oficială a unui stat sau a unei puteri legal constituite, în contrast cu armata neregulară cum ar fi: armatele private,  trupele de gherilă sau mercenari etc. 
Armata regulară este de obicei împărțită în:
- armata permanentă, care este menținută sub  arme  și pe timp de pace, a căror singură ocupație este pregătirea de luptă sau lupta propriu-zisă
- armata de rezervă, care este activă numai  în situații de urgență, cum ar fi în timpul războaielor.

O armată regulară poate fi:
- conscripțională, unde există conscripția sau încorporarea (serviciul militar obligatoriu), formată din militari profesioniști, voluntari și conscriși, iar rezerva este obligatorie (rezerviștii care au încheiat serviciul militar activ).

- neconscripțională (profesionistă), compusă în exclusivitate din militari profesioniști și voluntari (absența serviciului obligatoriu și prezența unei rezerve voluntare). Nu este exact aceeași cu o armată permanentă, întrucât există armate permanente atât în modelul militar conscripțional cât și în cel profesional.

În Regatul Unit și Statele Unite, termenul armată regulară înseamnă armata de serviciu activ profesional, diferită de componenta de rezervă: Rezerva Armatei de Uscat, fosta Armata Teritorială, în Regatul Unit și Rezerva Armatei de Uscat și Garda Națională a Armatei de Uscat în Statele Unite.